# 12月2日 (旧暦)
旧暦12月2日（きゅうれきじゅうにがつふつか）は、旧暦12月の2日目である。六曜は先勝である。

## できごと
- 長禄元年（ユリウス暦1457年12月27日）- 長禄の変起こる。
- 弘化元年（グレゴリオ暦1845年1月9日） - 江戸城火災などの災異のため天保より弘化に改元
- 明治5年（グレゴリオ暦1872年12月31日） - 日本の暦法が翌日に旧暦（太陽太陰暦、天保暦）から新暦（太陽暦、グレゴリオ暦）へ切り替えられるのに伴い、28日早い大晦日となる

## 誕生日
- 開宝元年（ユリウス暦968年12月23日） - 趙恒（真宗）、北宋の3代皇帝（+ 1022年）
- 建久6年（ユリウス暦1196年1月3日） - 土御門天皇、83代天皇（+ 1231年）
- 嘉元元年（ユリウス暦1304年1月9日） - 北条高時、鎌倉幕府14代執権（+ 1333年）

- 天保14年（グレゴリオ暦1844年1月21日） - 沼間守一、幕臣・政治家・ジャーナリスト（+ 1890年）
- 嘉永5年（グレゴリオ暦1853年1月11日） - 東海散士、小説家・政治家（+ 1922年）
- 万延元年（グレゴリオ暦1861年1月12日） - 半井桃水、小説家・樋口一葉の師（+ 1926年）

## 忌日
- 正保2年（グレゴリオ暦1646年1月18日） - 細川忠興[1]、武将・細川ガラシャの夫（* 1563年）